# Átesés
Az átesés a repülésben használatos szakkifejezés. Azt a konkrét eseményt takarja, amikor az aerodinamika törvényei szerint a légáramlással szabályosan körülvett szárnyon valamilyen oknál fogva megszűnik a szabályos áramlás (lamináris áramlás), és ennek következményeként helyi turbulencia és áramlásleválás alakul ki. A repülőszakma a jelenség bekövetkeztének pillanatát, azaz magát az áramlásleválást hívja így, vagyis a szó eredeti jelentése által meghatározott cselekvés (esés, át-esés) nem utal a repülőgép mozgására, lévén többfajta átesés létezik, akár olyan is, hogy a gép orra végig a talajtól elfelé mutat. Az esetek többségében az áteséssel magasságvesztés párosul, de géptípustól függően más és más viselkedés figyelhető meg az átesést követően.
A balesethez vezető átesések során jellemzően túlságosan lelassul a repülőgép az állásszög fenntartásához, emiatt leesik az orra, és gyors magasságvesztésbe kezd. Ha ebből a helyzetből nem sikerül időben kivenni a gépet, akkor lezuhan.

## Okai

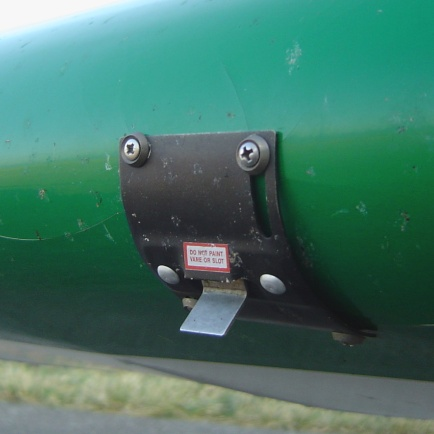
Elektromos átesésjeladó a szárny belépőélén

Az átesés leggyakoribb oka a repülési sebesség adott határérték alá történő lecsökkenése. Minden szárnyprofil meghatározott légsebességig működőképes, azaz csak egy bizonyos sebességtartományban használható. Ezen a tartományon belül az áramlás szabályosan körbeveszi az áramvonalas testet (esetünkben a szárnyat), és kialakul körülötte a felhajtóerő megteremtéséhez szükséges áramlási forma. Az optimális sebességtartomány elhagyása, mind negatív, mind pozitív irányban problémákhoz vezet. A túlzott sebesség okán felerősödött áramlás drasztikusan megterhelheti a nem arra tervezett szárnyat és repülőgépet, amely folyamat extrém nagy értékek esetén akár a szerkezet széteséséhez, illetve durva deformálódásához vezethet. A negatív irányú sebesség változás az adott szárnyra jellemző határérték alá érve átesést – áramlásleválást – eredményez. A sebesség csökkenésével az egyes szárnyprofilok, illetve szárnytípusok eltérően reagálnak. Van olyan, amelyiknél az átesés előtt már „bejelez” a repülőgép, azaz a jó érzékű pilóta a gép mozgásából, viselkedéséből megérezheti, hogy a sebesség további csökkenésével mindenképpen be fog következni az átesés. Léteznek olyan sebességi, illetve sportcélú szárnyak, amelyeknél olyan hirtelen tud bekövetkezni az átesés, hogy a „bejelzés” szinte elmarad, és a sebesség csökkenésével csak nagyon kevés idő telik el, mialatt a szabályos áramlási rendszer teljesen megszűnik a szárny körül, megszüntetve ezzel a gép repüléséhez szükséges felhajtóerőt. A repülőgépeken egy átesés-előrejelzésre szolgáló rendszer is működik, ahol a szárny megfelelő pontján elhelyezett érzékelő vagy szívócsatorna-nyílás felhasználható a pilóta figyelmét felhívó jelzés előállítására. Az egyszerűbb mechanikus változatnál egy nyílás található a szárnyon, ami egy csövön át egy kis szívókürtben végződik a pilótafülkében, így ha az áramlás az átesés felé kezd megváltozni, a nyílásban létrejövő szívóhatás megszólaltatja a kis kürtöt. Az elektromos megoldás esetében egy pici mikrokapcsolót kattint át a megváltozott áramlási helyzetből eredő szívóhatás, és ez ad hang- vagy fényjelzést.
Az átesés másik gyakori oka a megfújási szög (állásszög) hirtelen, nagy változása. Az áramlásba helyezett szárny húrja (a profil-alapvonal) és a megfújás (érkező légáramlás) által bezárt szög csak bizonyos határok között képes biztosítani a megfelelő felhajtóerőt. A gép motorja(i) által szolgáltatott vonó- vagy tolóerő csak a megfelelő repülési sebesség előállításához elegendő, a gép súlyát mindenkor a szárnyakon termelődő felhajtóerő hivatott megtartani. Ha a pilóta emelkedni szeretne, a magassági kormány segítségével pozitív állásszöget ad a szárnyaknak, így azokon a felhajtóerő megnő, és a gép emelkedni kezd. Ebben az esetben a motor(ok) által szolgáltatott vonó- vagy tolóerő és a felhajtóerő vektorainak eredője nagyobb, mint a gép súlya és légellenállása, így lehetséges az emelkedés. Ha túl hirtelen túl nagy állásszöget kap a szárny, az áramlás turbulenssé válik mögötte, és megkezdődik az átesés folyamata. Ha a pilóta nem rendezi a helyzetet – azaz nem csökkenti az állásszöget –, az áramlás ahelyett, hogy szépen körbefogná a szárnyat, elhagyja azt, és örvényszerűen fodrozódva leválik róla, megszüntetve a felhajtóerőt. Ebben a pillanatban a szárnyaknak csak ellenállása lesz, illetve súlya, amely erők együttes hatása révén komoly magasságvesztés a következmény.
Az átesés okozója lehet még a jegesedésveszélyes időben a szárnyakon lerakódó jég, mivel a jégréteg vastagodása az aerodinamikai profil drasztikus megváltozásához vezet. Ez akár annyira leronthatja a szárny körüli áramlást, hogy végül a jégréteggel együtt kialakult „szárnyforma” alkalmatlanná válik a repülésre. A szárnyfűtéssel, illetve belépőélfűtéssel nem szerelt gépek repülését ezért szigorúan korlátozzák jegesedés-veszélyes időben.

## Megelőzése
Elsődlegesen fontos a szárnyprofil – és így az egész repülőgép – számára meghatározott optimális sebességtartomány folyamatos megléte, illetve a határértékek betartása. A repüléshez szükséges sebesség fenntartása a pilóta feladata, amit a motorteljesítmény növelésével, annak hiányában folyamatos ereszkedéssel tud megoldani. Az aerodinamikus repülés egyik alaptétele: „A sebesség egyenlő élet” szabály. Ha az átesés már bekövetkezett, a gép gravitáció felé nyomásával (orra nyomás-ával) újból sebességet gyűjthet a pilóta, természetesen ez csak megfelelő magasság birtokában lehetséges. Az orra nyomás megszünteti a túl nagy állásszöget és egyben a gravitáció segítségével plusz sebességet is ad, így ezzel a módszerrel mind az állásszög, mind pedig a sebesség visszatéríthető az optimális határértékek közé. Ekkor a szárnyakon helyrejön az áramlás, a felhajtóerő ismét markánsan megjelenik és a repülés tovább folytatható. A leszálláskor értelemszerűen egyre lassuló gép átesését a fékszárnyak használatával lehet megakadályozni, mivel a kibocsátott fékszárnyaktól íveltebbé váló szárny kisebb sebességnél is nyújtani tudja a szükséges felhajtóerőt. Ha pedig a repülési feladat jegesedés-veszélyes időben mégis végrehajtandó, a nagyobb gépeken szokás jegesedésgátló anyaggal kezelni a szárnyakat felszállás előtt, illetve a pilótának mindenképp használnia kell a szárnyfűtő berendezéseket.

## Speciális fajtái

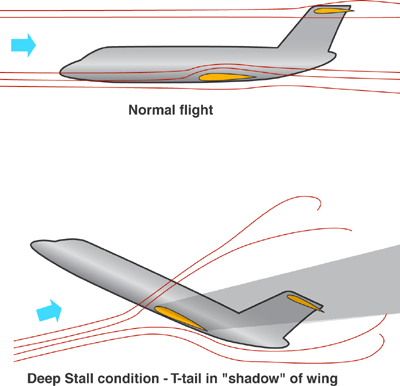
A mélyátesés fogalma (felül a normál repülés áramlásai)

- Dugóhúzó (féloldalas átesés): ebben az esetben a két szárnyon nem egyformán, illetve nem egyidőben alakul ki az áramlásleválás, így a gép pörögve zuhanni kezd, amely helyzetből önmagától nem kerül ki, az állapot megszüntetése a pilóta feladata. Csakis biztonságos magasság megléte esetén korrigálható, alacsonyan bekövetkező dugóhúzó tragédiához vezet. Féloldalas áramlás fordulóban, illetve speciális kormánykitérések esetén alakulhat ki. Itt is alapvető szabály, hogy a megfelelő sebesség a forduló során nem egyformán dolgozó szárnyak esetében is a határok között kell maradjon. Alacsony, átesés közeli sebességnél kezdeményezett forduló mindenkor a dugóhúzó kialakulásának veszélyét hordozza magában, mivel a fordulóbelső szárny sebessége a határérték alá csökkenhet, míg a fordulókülső szárny továbbra is termeli a felhajtóerőt. Ez a féloldalas hatás boríthatja bele a repülőgépet a dugóhúzóba. (A dugóhúzó szándékos előállítására egy konkrét kormánymozdulat-sor és repülési helyzet létezik, de az elv ugyanaz, ott is a féloldalas átesés előidézése a cél.)
- Nagy sebességű átesés: ennek két változata ismert, az egyik a nagy sebességű, de nem szuperszonikus tartományra tervezett szárnyprofilok a hangsebesség elérésekor, illetve átlépésekor bekövetkező viselkedése. A hangsebesség elérésekor létrejövő áramlások hatása révén a nem arra tervezett szárnyprofil áteshet (áramlásleválás), és ezek után hasonlóan viselkedik, mint az előzőekben tárgyalt, alacsonyabb sebességen átesett szárnyak. Itt a szárnyprofilhoz meghatározott sebességek felső határértékének betartása fontos a megelőzés érdekében. A másik nagy sebességű áteséstípus, amikor hirtelen, drasztikusan megnő a szárny állásszöge (egy durvább manőver következtében), amikor olyan hirtelen kellene az áramlásnak új irányt felvennie, hogy ehelyett inkább heves turbulencia kíséretében megszűnik. Hiába volt meg a gép repüléséhez elegendő sebessége, ha az állásszög jóval a kritikus érték fölé került, bekövetkezik az átesés. A szárnyakon elhelyezkedő csűrőlapok durva kitérítése is előidézheti a nagy sebességű átesést, mivel a nagymértékben kitérített kormánylapok pluszban megnehezítik az optimális áramlást a szárnyak körül. A műrepülés – az extrém manőverek – éppen ezért igen nagy gyakorlatot igényelnek, és a folyamatok pontos ismeretét követelik meg, azaz a pilótának minden pillanatban tudnia kell, hogy miből mi következik majd.
- Mélyátesésről akkor beszélünk, ha az átesett szárny mögötti turbulens területbe kerül a gép vízszintes vezérsíkja. Ekkor gyakorlatilag az „áramlás-árnyékba” került vezérsík hatástalanná válik, így az nem is használható a folyamat megszüntetésére. Ez a fajta átesés inkább a T-vezérsíkos repülőgépek esetében fordulhat elő. Rendkívül veszélyes átesésfajta, mivel a megszüntetése még gyakorlott pilótáknak is igen nehéz feladat.
- Leszállás: ez a speciális átesésfajta a futóműre irányított átesés, azaz maga a leszállás folyamata. A pilóta úgy „koptatja el” a repülőgép sebességét a talaj közelében, hogy a megfelelő pillanatban bekövetkező áteséskor fokozatosan megszűnő felhajtóerő tartószerepét a futóművek veszik át, így a gép biztonságosan leszáll, és a talajon megállásig fékezhető. (A repülőszakma elismert nagyjai minden ettől eltérő földet érést némi iróniával fűszerezve „megérkezés”-nek titulálnak, és csak az előzőekben ismertetett módszer viseli a „leszállás” nevet.)

## Átesési sebességek és jelölések

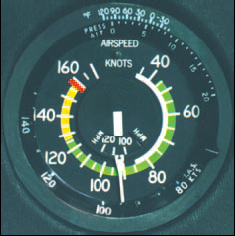
Összetett légsebességmérő. A zöld ív eleje jelöli az átesési sebességet

Minden repülőgép-konfigurációhoz tartozik egy olyan repülési sebesség-határérték, amely a szárnyakra érkező légáramlás megfújási szögéhez viszonyítva már benne van az átesési tartományban. Ha például a gép futóművei és fékszárnyai be vannak húzva, úgy nagyobb sebességen is már kritikus helyzetbe kerülhet a szárny, mintha az előbb említett segédberendezések használatban volnának. Teljesen kiengedett fékszárnyakkal például egészen nagy állásszögön, viszonylag alacsony sebességen is még megfelelő a szárnyak körüli áramlás a felhajtóerő biztosításához. Éppen ezért fontos a gépre jellemző egyes határértékek pontos ismerete, miközben a pilóta változtatja a konfigurációt (orrsegédszárny, fékszárny, futók, állásszög, tolóerő, fékezőlapok stb.)
A többféle sebességet V előtaggal jelzik, és alsó indexben az angol stall (átesés) szóra utaló betűvel és számmal jelzik az egyes konfigurációkhoz tartozó értékeket:
- VS: számított átesési sebesség, normál (minden bent) konfiguráció esetén. Gyakran ugyanaz az értéke mint a VS1-nek
- VS0: átesési sebesség, illetve a minimum biztonságos repülési sebesség leszálló konfigurációval (teljes fékszárny kint, futók kint, áramlásrontók visszahúzva)
- VS1: átesési sebesség, illetve a minimum biztonságos repülési sebesség egy adott konfigurációban (általában a szokásos normál repülés, minden mechanizáció visszahúzott állapotban)
- VSR: átesési referenciasebesség (a terheléstől és annak elosztásától függő konkrét számítások kiindulópontja)
- VSR0: átesési referenciasebesség leszálló konfigurációra
- VSR1: átesési referenciasebesség egy adott konfigurációra
- VSW: átesési sebességhatár, amelytől a figyelmeztető jelzés várható (ebben a pillanatban még nincs átesés, de hamarosan bekövetkezik)